# Королець жовтий
Королець жовтий (Eopsaltria australis) — вид горобцеподібних птахів родини тоутоваєвих (Petroicidae). Ендемік Австралії.

## Опис
Довжина птаха становить від 13,5 до 17 см, розмах крил до 22,5 см, вага від 18 до 20 г. Самка дещо менша за самця, однак має ідентичне забарвлення. Тривалість життя жовтого корольця в дикій природі становить чотири роки.
Верхня частина тіла птаха сірого кольору, груди і живіт яскраво-жовті. Горло світло-сіре. Дзьоб маленький і міцний, чорного кольору. Лапи чорні.

## Поширення і екологія
Жовтий королець є ендеміком Австралії. Його ареал простягається від південно-східних кордонів Південної Австралії через більшу частину штату Вікторія і західну частину штату Новий Південний Уельс до Куктауна в штаті Квінсленд. Цей вид птахів мешкає у різноманітиних природних середовищах, що включають пустища, маллі-скреби, чагарники, акацієві зарості, евкаліптові і склерофітні ліси, однак частіше він трапляється у вологих районах, поблизу річок і струмків.

## Таксономія
Виділяють два підвиди жовтого корольця:
- E. a. chrysorrhos Gould, 1869 (Північний схід і схід Австралії);
- E. a. australis (Shaw, 1790) (Південний схід і схід Австралії).

В минулому вони вважалися окремими видами птахів. Деякі дослідники вважають, що розділення жовтого корольця на два види є обґрунтованим, і що цей вид насправді є видовим комплексом. Генетичні дослідження підтвердили статус підвидів як окремих видів, однак більшість систематиків досі вважає жовтого корольця одним видом.

## Розмноження
Сезон розмноження триває з липня по січень. За сезон може вилупитися до трьох виводків. В кладці 2-3 яйця, інкубація триває 12-13 днів.